# Сай Микола Петрович
Микола Петрович Сай (20 грудня 1909, село П'ятихатки Катеринославської губернії, тепер місто Дніпропетровської області — 5 лютого 1964, місто Київ) — український радянський господарський діяч, депутат Верховної Ради УРСР 5—6-го скликань. Кандидат у члени ЦК КПУ в лютому 1960 — лютому 1964 року.

## Біографія
Трудову діяльність розпочав з шістнадцятирічного віку робітником залізничного депо. З 1927 року працював у системі споживчої кооперації інструктором райспоживспілки. З жовтня 1931 по 1932 рік служив у Червоній армії.
У 1932—1936 роках — завідувач торговельного відділу П'ятихатської райспоживспілки Дніпропетровської області. У 1936—1939 роках — голова правління П'ятихатської райспоживспілки Дніпропетровської області.
Член ВКП(б) з 1938 року.
З 1939 року — студент Київської академії радянської торгівлі. До червня 1941 року — заступник голови правління Львівської облспоживспілки.
У 1941—1946 роках — у лавах Червоної армії, учасник німецько-радянської війни. Служив у 397-му окремому батальйоні аеродромного обслуговування та в 15-й окремій автотранспортній роті підвезення 12-ї гвардійської стрілецької дивізії.
У липні 1946 — червні 1950 року — голова правління Кіровоградської облспоживспілки.
У червні 1950 — листопаді 1952 року — заступник голови правління Укоопспілки із заготівель. У листопаді 1952 — серпні 1956 року — 1-й заступник голови правління Укоопспілки.
У серпні 1956 — 5 лютого 1964 року — голова правління Української республіканської Спілки споживчих товариств (Укоопспілки). Обирався членом правління Центроспілки СРСР.
Похований на Байковому кладовищі міста Києва.

## Звання
- старший технік-лейтенант

## Нагороди
- орден Трудового Червоного Прапора (26.02.1958)
- орден «Знак Пошани»
- медаль «За перемогу над Німеччиною у Великій Вітчизняній війні 1941—1945 рр.»
- медалі